# 우리는 길 잃은 작은 새를 보았다 (드라마)
《우리는 길 잃은 작은새를 보았다》는 1999년 4월 19일부터 1999년 6월 8일까지 황미나 화백의 만화 《우리는 길 잃은 작은 새를 보았다》를 각색한 KBS 2TV의 월화드라마인데 스타급 연기자를 구하지 못해 곤혹을 치르다가 방송이 임박해서야 촬영에 들어간 것도 있었지만 엇갈리는 사랑에 대한 번민 위주로 꾸며갔던 이유 탓인지 결국 기대 이하의 성적에 그쳤다.

## 출연진
- 이주현 : 김진섭 역
- 채림 : 김시내 역
- 박용하 : 윤민형 역
- 김소연 : 서가희 역
- 이선정 : 정노미 역
- 이보희 : 김영화 역
- 양금석 : 조애리 역
- 유준상 : 김이철 역
- 이영하 : 윤석훈 역
- 조형기 : 김춘배 역
- 박영규 : 하퍼 박 역
- 유정현

## 참고 사항
- 김춘배 역의 조형기는 <우리는 길 잃은 작은 새를 보았다>와 맞선 드라마 중의 하나인 SBS 은실이의 담당 PD 성준기씨가 KBS 시절의 마지막 연출작이자 두 번째 연속극 작품이었던 KBS 2TV 숨은 그림 찾기에서 연기자(조형기)-연출자(성준기)로 호흡을 맞췄으며[3] 조형기와 조애리 역의 양금석은 은실이의 담당 PD 성준기씨가 차기작으로 선택한 드라마인 SBS 도둑의 딸[4]에서 연기자(조형기 양금석)-연출자(성준기)로 호흡을 맞췄다.
- 담당 PD 이덕건씨는 <우리는 길 잃은 작은 새를 보았다>와 맞선 드라마 중의 하나인 SBS 은실이의 연출자 성준기 PD가 차기작으로 선택한 드라마인 도둑의 딸의 작가 김운경씨가 집필한 KBS 1TV 인기 일일극 서울 뚝배기의 조연출 중에 속했으며[5] 극중 조애리 역으로 나온 양금석은 서울 뚝배기의 집필자 김운경씨가 쓴 드라마인 파랑새는 있다[6] 도둑의 딸[7] 출연진이었고 기획자 류시형씨는 은실이의 담당 PD 성준기씨의 첫 연속극 연출작인 KBS 2TV 일일드라마 밥을 태우는 여자의 CP였다[8].
- 정노미 역의 이선정, 조애리 역의 양금석, 윤석훈 역의 이영하 등은 담당 PD 이덕건씨와 KBS 공채(11기) 동기인 전산[9]씨가 연출을 맡은 작품인 나는 그녀가 좋다 출연진에 속했는데 이 드라마의 담당 PD 전산씨는 <우리는 길 잃은 작은 새를 보았다>의 기획자 류시형씨가 담당 PD를 맡았던 청소년드라마 별을 쫓는 야생마를 통해 처음 드라마 조연출을 맡았다[10].
- 앞서 본 것처럼 이선정 양금석 이영하 등은 담당 PD 이덕건씨와 KBS 공채(11기) 동기인 전산[11]씨가 연출을 맡은 작품인 나는 그녀가 좋다 출연진에 속했는데 이 드라마는 방송 일주일 전에야 안재환으로 남자 주연이 결정됐고 무리한 상황설정으로[12] 거침없는 비판을 받았으며 이 과정에서 동시간대 MBC 허준이 40%에 육박한 것에 비해 턱없이 매우 낮은 수치에 해당하는 시청률로 집계되었고 1~2%대 애국가 시청률로 고전을 면치 못했다.
- 한편, 조형기 양금석은 앞서 본 것처럼 <우리는 길 잃은 작은 새를 보았다>와 맞선 드라마 중의 하나인 SBS 은실이의 담당 PD 성준기씨가 차기작으로 선택한 드라마였던 SBS 도둑의 딸[13]에서 연기자(조형기 양금석)-연출자(성준기)로 호흡을 맞췄는데 이 작품은 <나는 그녀가 좋다>가 그랬던 것처럼 무리한 설정[14] 때문에 초반엔 <나는 그녀가 좋다>처럼 MBC 허준 탓인지 2%대의 애국가 시청률에 머물렀으며 이 작품 종영 후 10%대로 시청률이 상승하는 듯 했으나 드라마 모방범죄가 발생하여 막판에는 KBS 2TV 가을동화 때문에 한자릿수 시청률로 하락하자 애초 기획한 50부작에서 16부 축소된 34부작으로 조기종영되는 수모를 당했다.

## 사건, 사고 연관
- 김춘배 역의 조형기는 91년 8월 교통사고를 일으켜 행인을 숨지게 한 뒤 도주했다는 이유로[15] 구속됐다.
- 담당 PD 이덕건은 KBS 1TV 드라마 인간극장 촬영 당시 출연진 중에 속했던 탤런트 한 명의 매니저로부터 향응 등을 제공받은 혐의를 받아 95년 1월 28일 배임수재 혐의로 구속된 바 있었으며[16], 이런 이유로 연예인 매니저로부터 기소되었고 결국 95년 8월 28일 서울지법에서 배임수재죄가 적용되어 벌금 200만원이 선고된 바 있었다[17].